# 火線獵殺：先進戰士2
《幽灵行动：尖峰战士2》（直译“汤姆·克兰西之幽灵行动 尖峰战士2”）是一款战术射击游戏，育碧软件出品。它是幽灵行动系列游戏的第4部，《幽靈行動尖峰戰士》的续篇。
游戏剧情紧接着前作，叙述在2014年美国南部边界附近美军、墨西哥叛军以及政府军在72小时内的军事冲突。地形环境多种多样，包括山脉、小镇、城市以及一座美墨边境北面的水坝。
游戏的 PC 版与主机版的剧情、关卡、游戏系统、武器甚至登场人物等都有极大不同。

## 剧情（PC 版）
剧情紧接前作。即使首脑 Ontiveros 将军被杀，墨西哥叛军仍在 Juan de la Barrera 的领导下继续猖獗活动，甚至侵入附近的拉丁美洲国家哥伦比亚、洪都拉斯、巴拿马并关闭了巴拿马运河。Keating 将军秘密派遣幽灵小队进入墨西哥，调查关于叛军拥有脏弹的传言是否属实、以及防止叛军进犯美国本土。
- Act 1
  - Search and Destroy

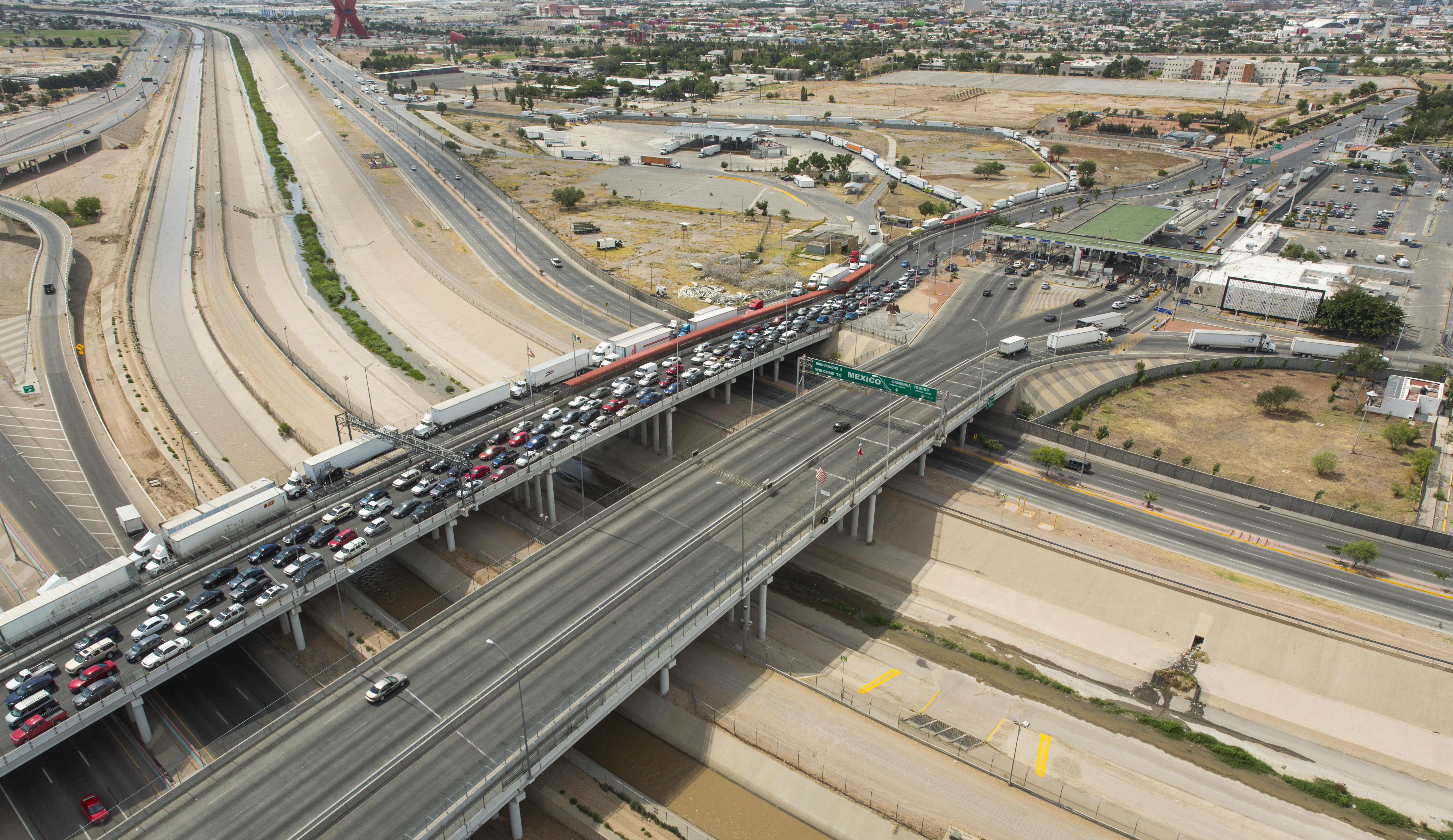
连接 El Paso 和 Juarez 的边境大桥之一，本作最后一关中的地图与此场景相似。

    - 幽灵小队乘坐黑鹰五号机降到一处山区，歼灭山脚下村落中的叛军并进山搜索、摧毁两门火炮，以便美军后续部队能够抵达战场。

  - Recon in Force
    - 在一辆 MULE 补给车和陆战队的支援下，幽灵小队攻占附近的一处矿场、摧毁了其中的武器设施。然而行动中幽灵小队发现叛军拥有三枚核弹头，以及从巴拿马运河中拦截运输船获得的中程导弹，也就意味着叛军有能力摧毁美国任何一个城市。
- Act 2
  - Welcome to Jaurez
    - 一抵达 Jaurez，幽灵小队就接到 Barnes 的情报，称一位名为 Jimenez 的政府军上校正指挥部队与叛军展开巷战，但被叛军的坦克堵在机场航站楼中动弹不得。幽灵小队爬上航站楼摧毁了坦克，并在暗地里协助政府军清扫了整个城市。
    - 来到当地一家超市门前，Jimenez 上校派遣人手进入搜查，不料叛军在地下室里引爆了一枚核弹头，四周立刻为致命的放射线所充满。幽灵小队急忙撤退。

  - Joining Forces
    - 叛军乘势大举进攻，政府军不得不收缩防御。幽灵小队机降到城市外围、两边里应外合消灭叛军，并攻下了附近的火车站。

  - The Price of Peace
    - 有位女记者被困在了已化为战场的城市内，她有关于剩下两枚核弹头的情报。在 Jimenez 的精锐手下的支援下，幽灵小队摧毁了城市中叛军的三处防空炮、顶住了叛军的疯狂反扑，为记者的营救争取到了时间。
    - 行动中幽灵小队发现他们的对手不仅有叛军，还有装备精良的雇佣兵。
    - 救走记者后幽灵小队赶往附近教堂的撤离点、等待黑鹰五号的接应。然而半路杀出的 RPG 击落了黑鹰五号，幽灵小队不得不面对一波接一波涌来的敌军。好在政府军的一位士兵驾驶皮卡冒死冲进战场、接走了幽灵小队一行。

  - The Long Walk
    - 在离开战场前往备用撤离点的路上车子触雷被毁，幽灵小队只得就近穿过一处已为叛军控制的村落、攻入一处水处理设施以求撤离。

  - Get me Rosen
    - 击落黑鹰五号后叛军俘虏了飞行员 Rosen，企图与直升机的残骸一起作为美国插手的证据向全世界曝光。时间紧迫，幽灵小队机降至关押 Rosen 的一处庄园附近，潜入庄园救出 Rosen 并摧毁了直升机残骸，避免了一场外交危机。
- Act 3
  - Attack on multiple axes
    - 根据记者的情报，美国终于正式插手干预此事，幽灵小队作为先头部队攻入城市以夺取剩余的两枚核弹头。Mitchell 的 A 小队与随后抵达的坦克支援一起负责清除周边敌军，B 队人马则直捣藏有核弹头的建筑。
    - 然而冲进建筑的 B 队只发现了一枚核弹头，Barrera 已带着另一枚核弹头乘直升机离开了。外围的 A 队闻讯击落了直升机，但只找到 Barrera 的尸体，核弹头则不见踪影。

  - Codename Farallon
    - 情报表明剩下的那枚核弹头落入了雇佣兵们的手中，对方打算破坏一座位于河对岸的 El Paso 城内的水坝以造成大量伤亡。幽灵小队自然不会坐视不管，冲进水电厂清扫了敌人，却发现中了对方的声东击西之计：通过黑入水坝下的军用系统，对方瘫痪了美国反导系统，如今剩余的核弹头已经装在导弹上随时准备发射了。

  - The Last Stand
    - 幽灵小队慌忙回到边境。本想直接跨过大桥攻入 Jaurez 城，但眼看要降落时却遭到一阵轻武器射击，原来 El Paso 一侧的桥头检查点已被叛军占领。幽灵小队只好先在大桥中部机降，杀回 El Paso 清除后顾之忧并在此获得了陆战队士兵、火炮及 HAWX 的支援。
    - 再次跨过边境大桥攻入对面城市后，众人发现导弹发射井位于一间仓库下。Mitcell 只身犯险闯进仓库，一路杀到最底层找到了导弹。
    - 但 Mitchell 无法终止已经开始的发射程序，为今之计只有让空军发射 EMP 导弹将核弹瘫痪掉。问题是能够指示目标的仅有身在爆炸范围之内的 Mitchell 一人，Keating 将军和负责空中支援的 Crenshaw 还在犹豫，Mitchell 表示自己来到这里就是为了这件事，催促两人早做决断。无奈之下，Crenshaw 发射了导弹，炸毁了核弹的同时整片地下设施也化为了火海。Mitchell 浑身是火地挣扎走出设施入口、体力不支倒下，此时 Rosen 驾驶黑鹰五号带领增援兵力赶到，对 Mitchell 说：“Soldier, you are going home.（意译：大兵，弟兄们带你回家。）”

## 登场角色（PC 版）
- Scott Mitchell：玩家角色，四人小队的队长；在同世界观的 HAWX 中也有出场；在续作中升任整个幽灵队伍的高层。惯用 Beretta RX4。
- 以下五人可供玩家选择三人以组成四人小队（根据关卡设定，有可能只能组成两人小队）：
  - Matt Beasley：步枪手，惯用 SCAR-H。根据小说（英语：Tom Clancy's Ghost Recon: Combat Ops），后来在阿富汗执行秘密任务时被自杀式袭击者炸死。死后被 Mitchell 提名银星勋章。
  - Joe Ramirez：步枪手，惯用 SCAR-L。在续作中升任捕食者小队队长，拦截可疑车队时被远程引爆的白磷弹炸下悬崖，抓住岩石的双手被白磷烧伤而摔下身亡。
  - Brown Marcus：机枪手，惯用 M249。在第三次世界大战中升任上校，指挥联合打击部队的第五装甲旅。
  - Bo Jenkins：爆破 / 榴弹手，惯用 SCAR-H 带 Mk 13 EGLM。
  - John Hume：狙击 / 神枪手，惯用 Barrett M99。在主机版中则是爆破手 / 反坦克导弹手。
- Joshua Keating：美国陆军将军，Mitchell 的上级。
- Barnes：情报部门的中尉。
- Josh Rosen：黑鹰五号的飞行员，中尉。
- Jimenez：墨西哥政府军的上校，在游戏第二章第二关中被 Keating 命令 Ghost 小队击毁两辆坦克替其解围、因此结识 Mitchell 等人。
- David Crenshaw：美国空军 HAWX 中队的队长，在游戏第二章第二关及第三章第三关（最后一关）中驾驶 F-15C 提供空袭支援。

## 武器系统（PC 版）
游戏带有枪械修改系统，可在关卡开始前选择人物所携带装备时拆换枪械部件。例如，突击步枪上可加装红点镜、消音器、前握把和榴弹发射器（后两者不可共存）；但手枪上只能加消声器，导弹则根本不能改装，等等。而且不同配件有不同重量，总重量不能超过人物的最大负重（这个数值所有人都一样）。
大多数的弹匣供弹枪械有無彈後定功能，并且有子弹上膛待发时更换弹匣可实现 n+1 发的载弹量。
玩家可使用以下武器：
- Beretta Rx4，与真实枪械不同、可以全自动射击；可挂榴弹、ACOG、前握把、消音器
- HK416，可挂M320、Aimpoint Comp M4、前握把、消音器
- FN SCAR，包括 SCAR-H CQC 和 SCAR-L STD，弹匣容量分别为20和30发；可挂Mk13 EGLM、Aimpoint Comp M4、前握把、消音器
- XM8，包括标准卡宾版和紧凑版，可挂 M320、红点镜、消音器
- MR-C（英语：MR-C），一款Crye Associates公司设计、仅制作了全尺寸模型便停止研发的无壳弹突击步枪，弹匣容量50发、但没有空仓挂机，射击模式有半自动、三发点射和全自动；可挂榴弹、全息镜、消音器
- G36，包括 G36KV 和 G36C，可挂 Aimpoint Comp M4、戰術燈（仅限 NPC 和敌人）、消音器
- Barrett M99，可打穿某些薄壁物体；瞄准镜内置测距仪，带不可用的两脚架
- M14，带快慢机锁，可挂瞄准镜、消音器
- MSG90，带瞄准镜，可挂消音器
- M249，带前握把
- M240
- HK21E，有车载版，射击模式有半自动、三发点射和全自动；带突击（从持枪者方向看过去的七点半方向）前握把
- M1014
- M9，可挂消音器
- Glock G18C
- HK45
- MP5，包括 MP5SD6 和 MP5A4，可挂 Aimpoint Comp M4
- RPG-7，带 PGO-1 瞄准镜
- M32，瞄准镜内置测距仪，按快慢机键使用
  - 使用方法：用中间的圆圈对准目标物，按快慢机键，再用倒 V 形符号的尖角对准目标物射击即可；此方法仅对于高度相近的目标准确
- FGM-172 SRAW
- M2，三脚架架在地上的重机枪，可被任何人（包括玩家、AI 队友、敌人）使用
- M67
- AN/M8，白色烟雾，不过对 AI 无效

等等。此外游戏支持 MOD，允许玩家自行导入枪械，例如有爱好者制作的 M16 等模组。